# Gregory-See
Der Gregory-See ist ein Reservoir in der Stadt Nuwara Eliya im Zentrum Sri Lankas.

## Geografie

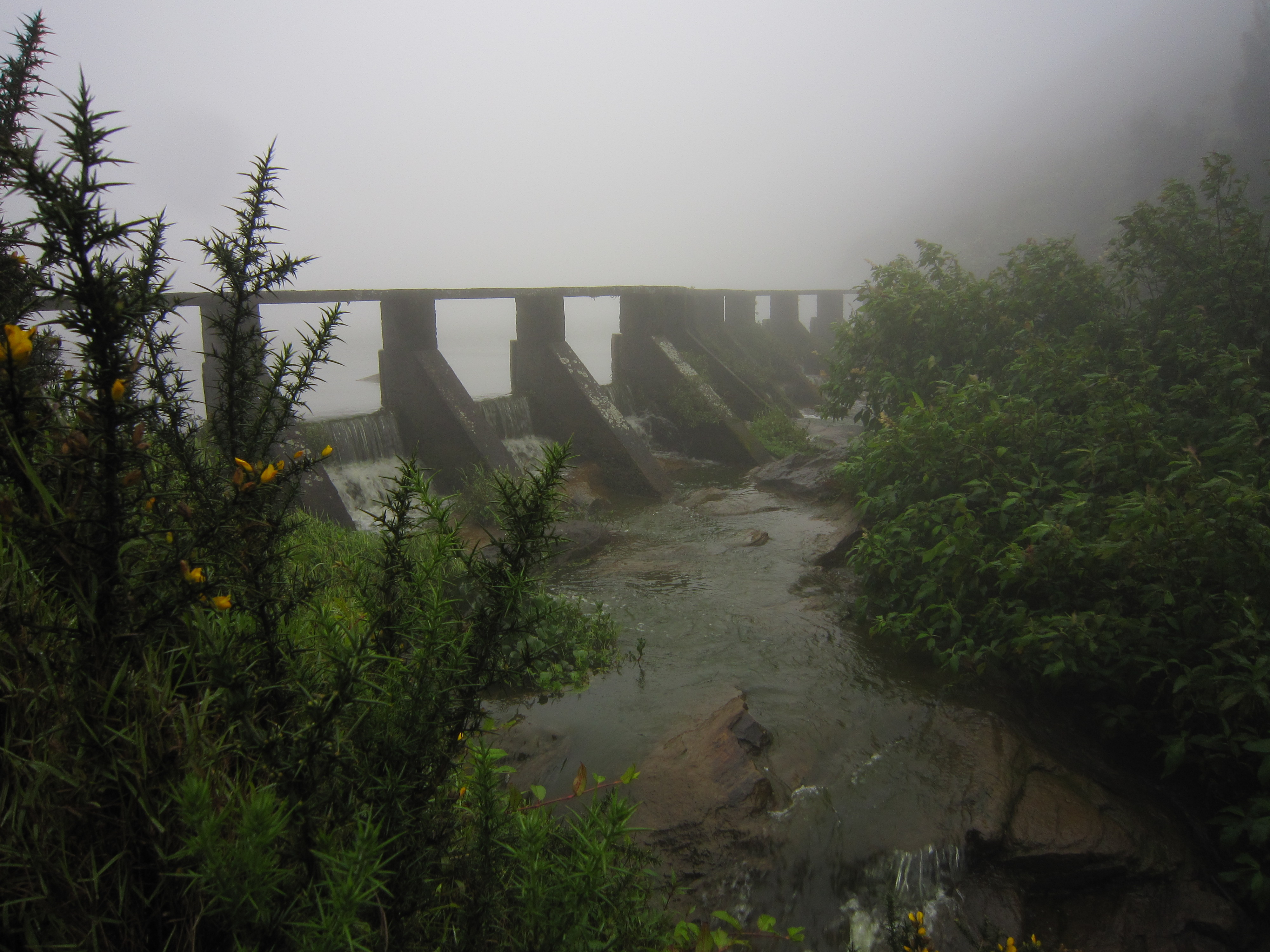
Auslass des Sees

Er hat eine Länge von etwa 1,2 km und misst an seiner breitesten Stelle etwa 600 m bei einer Ausdehnung von 30 Hektar. In ihm wird  im oberen Einzugsgebiet des Mahaweli der Thalagala Oya gestaut, ein Nebenfluss des Nanu Oya. 

## Namensgebung
Der See wurde 1873 von damaligen britischen Gouverneur Sir William Henry Gregory angelegt und diente lange als Grundlage einer Wasserkraftanlage.

## Verschmutzung und Nutzung
Trotz seiner Quellnähe ist das Wasser durch Landwirtschaft und Tourismus stark in Mitleidenschaft gezogen und neigt zum Eutrophieren (...der See befindet sich in einem anhaltenden Meso- bis eutrophen Zustand). Auch sein Cadmiumgehalt von 13,6 µg/l
macht ihn für die Gewinnung von Trinkwasser nur bedingt brauchbar. Der See wird heute ausschließlich zur Naherholung genutzt.